# Mikrotomografia
Mikrotomografia rentgenowska (mikrotomografia komputerowa, computed microtomography, CMT) - nieinwazyjna metoda badawcza, pozwalająca odwzorować strukturę wewnętrzną badanego obiektu na podstawie zarejestrowanych pod różnymi kątami jego dwuwymiarowych projekcji.

## Rozdzielczość
Rentgenowska mikrotomografia komputerowa opiera się na takich samych założeniach, jak klasyczna tomografia komputerowa, jednak dzięki użyciu mniejszej plamki promieniowania możliwe jest uzyskanie większej rozdzielczości zrekonstruowanego obrazu. Mikrotomografy dzieli się na dwie kategorie:
- mikrotomograf - urządzenie o zdolności rozdzielczej rzędu 1 mikrometrów,
- nanotomograf (właściwie: submikrotomograf) - urządzenie o zdolności rozdzielczej poniżej 1 mikrometra.

Rozdzielczość przeprowadzonego pomiaru zależy od czterech czynników:
- rozmiaru plamki,
- odległości działo-próbka i próbka-detektor (determinowanej w dużej mierze przez rozmiar próbki),
- rozdzielczości detektora,
- procesu rekonstrukcji.

## Budowa mikrotomografu
Mikrotomograf jest zbudowany z trzech modułów:
- działa rentgenowskiego - lampy rentgenowskiej o małym rozmiarze plamki oraz odpowiedniej energii i geometrii wiązki promieniowania;
- manipulatora z próbką;
- detektora - układ oparty na matrycy CCD, przekształcający fotony promieniowania rentgenowskiego w impulsy elektryczne.

W pomiarze mikrotomograficznym, w odróżnieniu od tomografii medycznej, stosowana jest geometria rotującej próbki, w której pozycja działa i detektora jest stała, a w czasie pomiaru próbka wykonuje obrót o odpowiedni kąt.

## Zasada działania
Aby otrzymać obraz wewnętrznej struktury polimeru w wyniku pomiaru mikrotomograficznego, konieczne jest wykonanie następujących kroków:
- pomiaru - polegającego na rejestracji dwuwymiarowych projekcji rentgenowskich obiektu przy jego obrocie o co najmniej 180 stopni,
- rekonstrukcji - procesu odwzorowania wnętrza próbki jako superpozycji zarejestrowanych projekcji dwuwymiarowych. Jest to proces matematyczny oparty na prawie Lamberta-Beera dla materiałów złożonych.

Rozdzielczość pomiaru i rozdzielczość rekonstrukcji nie muszą być równe. Rozdzielczość pomiaru zależy od odległości działo-próbka i próbka-detektor, rozmiaru plamki rentgenowskiej oraz rozmiaru piksela detektora. Rozdzielczość rekonstrukcji zależy od ilości pikseli każdej projekcji użytej do uzyskania jednego woksela obrazu zrekonstruowanego. Rozdzielczość zadana w procesie rekonstrukcji może być zarówno niższa, jak i wyższa od rozdzielczości pomiaru, jednak w tym drugim przypadku powoduje ona tylko większe obciążenie komputera.

## Zastosowania
Mikrotomografia rengtenowska, ze względu na względnie wysoką rozdzielczość i nieniszczący charakter, znalazła zastosowanie w wielu dziedzinach nauki i techniki. Potencjalnie może być użyta w każdym przypadku, w którym istotną rolę odgrywa budowa wewnętrzna (na poziomie mikrometrycznym) badanego przedmiotu. Przykłady jej zastosowania to:
- w medycynie - obrazowanie tkanek i organów,
- w naukach biologicznych - obrazowanie małych zwierząt,
- w inżynierii materiałowej - obrazowanie i analiza implantów, pianek metalicznych,
- w geologii - analiza porowatości i budowy fazowej skał,
- w przemyśle spożywczym - analiza produktów żywnościowych,
- w przemyśle polimerowym - obrazowanie struktury wewnętrznej bloków polimerowych.

## Literatura przedmiotu
- praca zbiorowa pod kierownictwem J. Zalewskiej: Rentgenowska mikrotomografia komputerowa w badaniu skał węglanowych. Kraków, Prace Naukowe Instytutu Nafty i Gazu, 2010, s. 19-64. ISSN 0209-0724